# 창원 성주사 감로왕도
창원 성주사 감로왕도(昌原 聖住寺 甘露王圖)는 대한민국 경상남도 창원시 성산구, 성주사에 있는 조선시대의 탱화이다. 2011년 12월 23일 대한민국의 보물 제1732호로 지정되었다.

## 개요
성주사 감로도는 화기에 의하면 1729년에 성징(性澄)을 증명과 수화승으로 맡고 신정(愼淨), 한영(漢英), 인행(印行), 세관(世冠), 국영(國暎) 등이 참여하여 그린 하단탱 불화이다. 성주사 감로도는 조선 후기의 일반적인 감로도와는 다르게 화면을 구성하고 있다.
이 그림의 화면구성은 상부에 칠여래(七如來)와 관음보살을 중앙부에는 지장보살, 인로왕보살을 비롯하여 아귀와 작법승 등 의식장면을 하부에는 역시 인간의 생활 양태와 죽음을 맞이하는 양상을 배치하였다. 이 그림의 가장 두드러진 도상적 특징은 조선 감로왕도 도상의 필수적 구비 조건이었던 시식대 즉 재단(齋檀)과 작법승의 장면이 생략되었다는 점이다. 그와 더불어 화면을 향하여 오른쪽 상부에 극락세계를 의미한 전각이 배치되고 칠여래가 매우 강조되었고 전투 장면이 육상이 아닌 해전으로 표현되었다는 점이다.
이처럼 재단이 생략된 감로왕도는 3점이 더 알려져 있는데, 그 가운데 제작시기가 가장 앞서는 직지사 구장(舊藏) 감로왕도(1724) 역시 이 그림을 그린 성징(性澄)과 세관(世冠), 인행(印行) 등에 의해서 제작되었다. 따라서 이 성주사 감로왕도는 직지사 구장본을 모본으로 하여 제작되었음을 알 수 있다.
이 그림은 조화로운 색감과 섬세한 세부묘사 등 안정된 화취를 지니고 있고, 도상적인 특이성 특히 직지사 구장본의 행방이 확실하지 않은 현재 매우 중요한 감로왕도이다.

## 같이 보기
- 성주사

## 참고 자료
- 창원 성주사 감로왕도 - 국가유산청 국가유산포털